# Генрих LXIII (князь Рейсс-Кёстриц)
Генрих LXIII, князь Рейсс-Кёстрица (18 июня 1786, Берлин — 27 сентября 1841, Станишув) — князь из дома Рейсс.

## Биография
Генрих LXIII родился 18 июня 1786 года в Берлине в семье Баронессы Вильгельмины Фредерик Мари Аугусты Элеоноры Гейдер-Рабенштайнерской и князя Рейсс-Кёстрица Генриха XLIV.
После смерти своего старшего брата Генриха LX (1784—1833), стал одним из членов Кёстрицкой линии Рейссов. Его сестра Аугуста Фредерика Эсперанце была женой Генриха Ангальт-Кётенского.
Он был женат дважды. 21 февраля 1819 года в замке Вернигероде он женился на графине Элеоноре Штольберг-Вернигеродской (1801—1827), дочери графа Генриха Штольберг-Вернигеродского. После её смерти 11 мая 1828 года Генрих LXIII женился на сестре своей первой жены, на графине Каролине Штольберг-Вернигеродской (1806—1899).
С 1833 года и до самой смерти он был членом первой палаты Саксонского парламента. Он также владел поместьями в Клипхаузене, Шпревизе и в Кликсе.

## Семья
У Генриха LXIII было 12 детей: 6 от первого брака, 6 от второго.
От первого брака:
- Иоганна (1820—1878), вышла замуж в 1843 году за Фердинанда, князя Шёнайх-Каролата.
- Генрих IV, князь Рейсс-Кёстрица (1821—1894), граф с 1841 года. В 1878 году унаследовал титул князя от своего кузена князя Генриха LXIX.
- Августа (1822—1862), вышла замуж за Фридриха Франца II, великого герцога Мекленбург-Шверина.
- Генрих VI (1823—1823), умер через несколько дней после рождения.
- Генрих VII (1825—1906), дипломат, посол Германии в Санкт-Петербурге и в Константинополе.
- Генрих X, князь Рейсса (1827—1847), его мать скончалась во время родов.

От второго брака:
- Генрих XII, князь Рейсса (1829—1866), лорд Стонсдорфа, в 1858 году женился на Анне (1839-1916), графине Хохберга, баронессе Фюрстенштайна.
- Генрих XIII, князь Рейсса (1830—1897), лорд Башкова, в 1869 году женился на Анне (1839-1916), графине Хохберга, баронесее Фюрстенштайна.
- Людовик (1832—1862).
- Генрих XV, князь Рейсса (1834—1869), женился на Лиутгарде, графине Штольберг-Вирнигероде.
- Анна (1837—1907), вышла замуж за Отто, князя Штольберг-Вернигероде.
- Генрих XVII, князь Рейсса (1839—1870), был убит в битве при Марс-ла-Тур.